# 代尼兹利省
代尼兹利省是位于土耳其安纳托利亚西部的一个省，首府代尼兹利。